# Трудолюбовка (Полтавская область)
Трудолюбовка (укр. Трудолюбівка) — село,
Скибовский сельский совет,
Чутовский район,
Полтавская область,
Украина.
Код КОАТУУ — 5325483009. Население по переписи 2001 года составляло 66 человек.

## Географическое положение
Село Трудолюбовка находится на берегу реки Ковалевка у Трудолюбовского водохранилища. Выше по течению на расстоянии в 1,5 км расположено село Михайловка Краснокутского района, ниже по течению на расстоянии в 0,5 км расположено село Отрада того же района.